# Audi RS5
L'Audi RS5 est une gamme d'automobile familiale coupé et cabriolet sportif du constructeur allemand Audi. Elle sera lancée en 2010 (Type 8T) puis renouvelée en 2017 (Type 5F).
La RS5 est dérivée de l'Audi S5, qui elle-même est dérivée de l'Audi A5.

## Historique
La RS5 d'Audi, se décline en deux générations. La première recevra un restylage. La RS5 n'a aucun précurseur hormis les prototypes et concepts-cars.

### Résumé de la RS5
| Générations                                   | Production           | Dérivés de chez Audi   | Modèles similaires                                       |
| --------------------------------------------- | -------------------- | ---------------------- | -------------------------------------------------------- |
| RS5 8T Coupé ; RS5 8T Cabriolet (2010 - 2016) |                      | S5 (B8) ; A5 (B8)      | BMW M3 (E92) ; Mercedes-AMG Classe C (C204) ; Lexus IS-F |
| RS5 5F Coupé (2017 - ...)                     | Encore en production | S5 (Type B9) ; A5 (B9) | BMW M3 (F80) ; Mercedes-AMG Classe C (C205) ; Lexus IS-F |

## 1regénération
L'Audi RS5 de première génération est basée sur l’A5 8T et a été officiellement  présentée au public en tant que coupé au Salon de Genève 2010. Le prix du coupé sport commençait à 77 700 euros.
L'Audi RS5 est la concurrente directe de la BMW M3 ou de la Mercedes C63 AMG. Contrairement aux premières rumeurs qui laissaient supposer la présence du V10 Lamborghini, la RS5 propose un moteur bien connu de la marque aux anneaux puisqu'il s'agit du V8 de 4,2 L atmosphérique, dérivé du V10 de la Lamborghini Gallardo mais « réduit » en v8 et porté pour l'occasion à 450 ch et 460 N m de couple (au lieu des 420 ch et 430 N m de couple de l'RS4) afin de respecter la hiérarchie.
La suspension Audi Magnetic Ride est proposée en option mais le véhicule n’était disponible qu’avec une transmission à double embrayage S tronic à 7 rapports de série.
L'Audi RS5 possède un nouveau diffuseur et de sièges non plus semi-baquets mais baquets, identiques à ceux de la dernière RS6. La RS5 héritera également d'une nouvelle panoplie de jantes et de selleries spécifiques siglées RS. Niveau motorisation, la RS5 se verra hériter de nouveau V8 atmosphérique de 450ch dérivé de la R8 V8 avec des améliorations venant du V10 d'origine de la Lamborghini Gallardo avec un ESP entièrement déconnectable pour des drifts sur des circuits. Son prix est fixé à 88 860 € de série sans options.
La version coupé réalise le 0 à 100 km/h en 4,5s et atteint les 280 km/h en option (limité à 250km/h sinon). Une version débridée du coupé a atteint 303 km/h en 2013, une belle performance pour un coupé 4 places.

### Conception

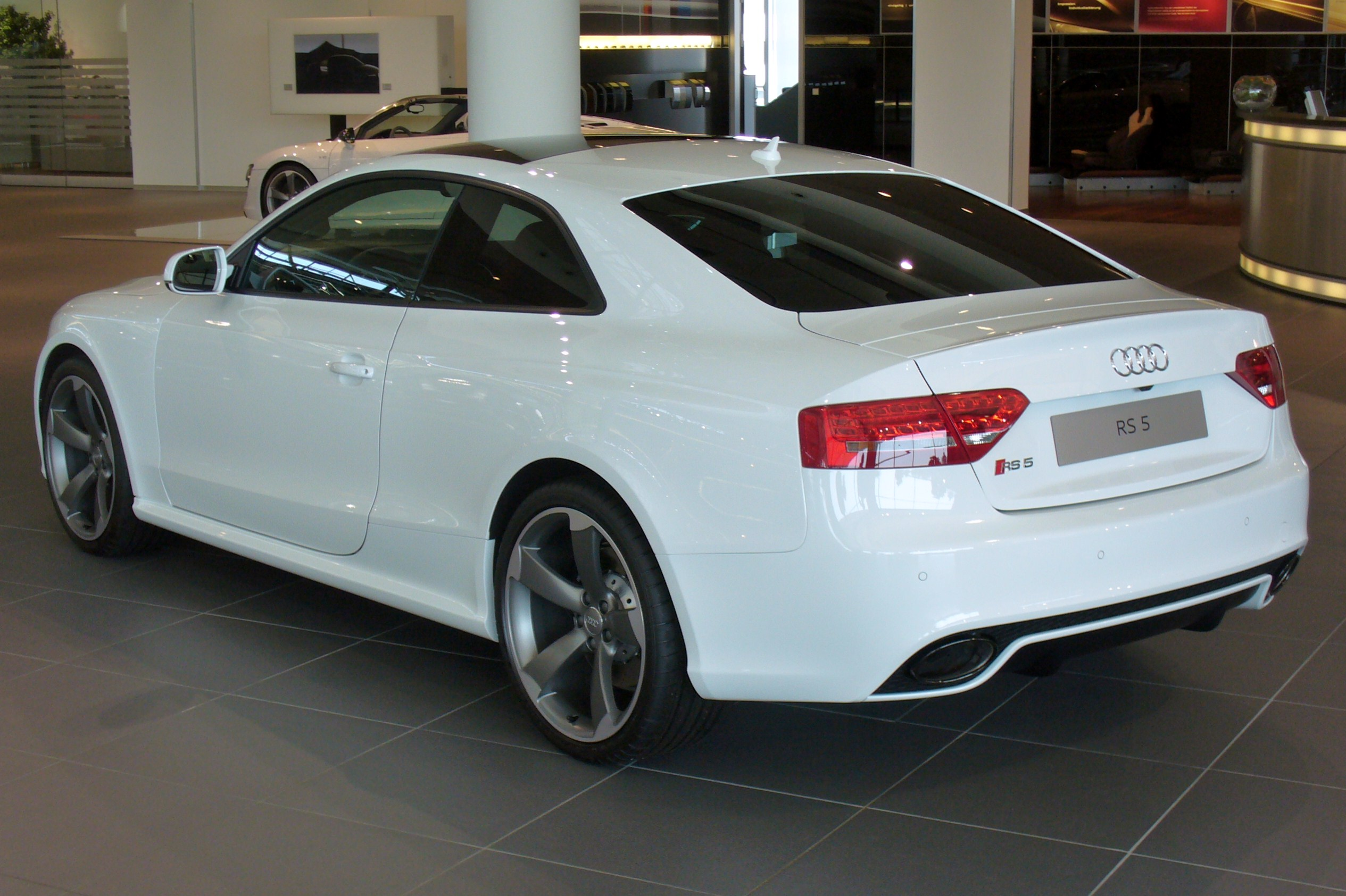
Vue arrière.

Les lignes de la RS5, qui peut être considérée comme l’héritière de la Quattro originale, sont basées sur celles de l’Audi A5, qui a été conçue par Walter de Silva.
Outre le moteur et la transmission, le modèle RS diffère des variantes de l’Audi A5 par les modifications externes suivantes :
- Pare-chocs avant très ressemblant à la TT RS et pare-chocs arrière modifié
- Pas de phares antibrouillard, mais prises d’air dans le tablier avant
- Grille de radiateur en forme de diamant
- Ailes avant et arrière élargies
- Jupes latérales
- Trappe à carburant ronde
- Rétroviseurs extérieurs avec un design en aluminium
- Détails de carrosserie tels que l’encadrement de la calandre avec un aspect en aluminium mat.
- Deux sorties d’échappement ovales
- Aileron escamotable à l'arrière afin de renforcer l'appui aérodynamique à haute vitesse (qui se déploie à partir de 120 km/h).

Les caractéristiques standard de l’intérieur comprennent des intérieurs en cuir, des bandes de garniture en carbone, un volant et des sièges sport en cuir, des pédales en aluminium et divers logos RS5.

### Lifting
En septembre 2011, l'Audi RS5 restylée a été officiellement présentée au salon de l'automobile de Francfort. Comme l’A5, elle a reçu le visage familial avec une calandre modifiée, des prises d’air plus étroites et des tabliers avant et arrière modifiés.
Le coupé modifié a été livré à partir du printemps 2012. Depuis l’automne 2012, une version cabriolet est disponible pour 97 900 €. Elle est disponible avec le moteur que la RS5 Coupé mais les performances sont légèrement en retrait : 0 à 100 km/h en 4,9 secondes, la vitesse est toujours bridée à 250 km/h.

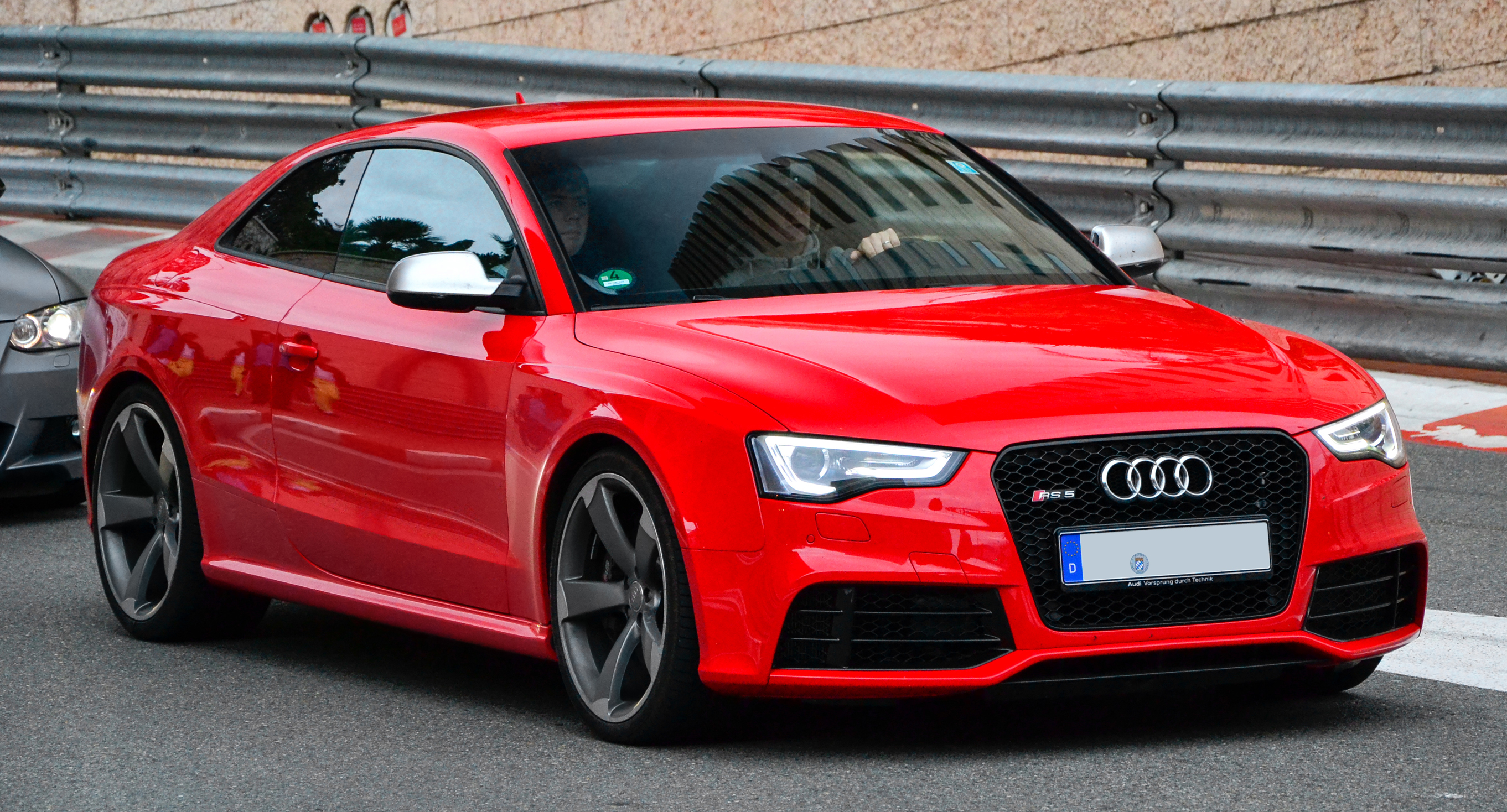
Audi RS5 (2012–2015).
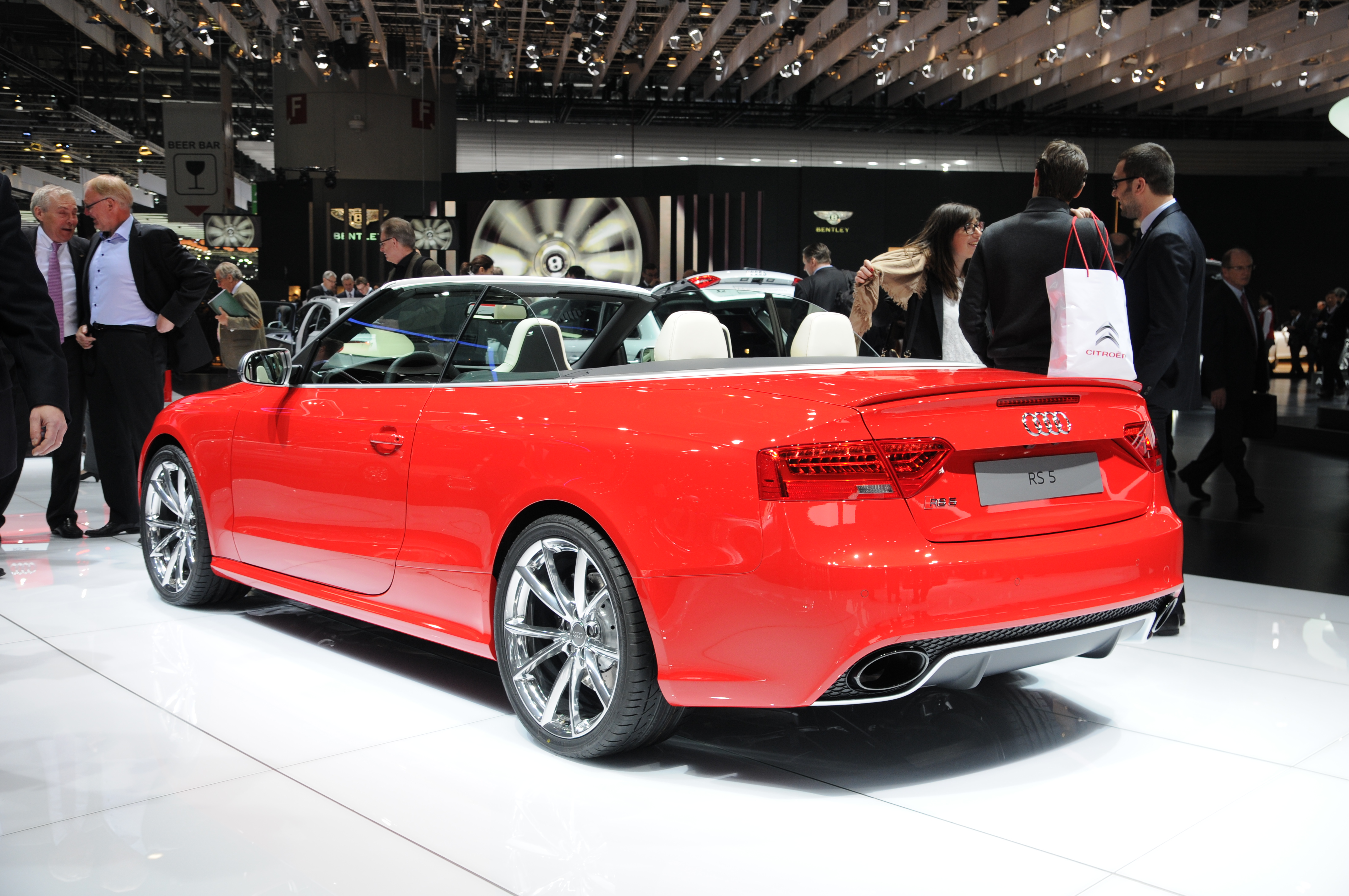
Audi RS5 cabriolet (2012–2015).
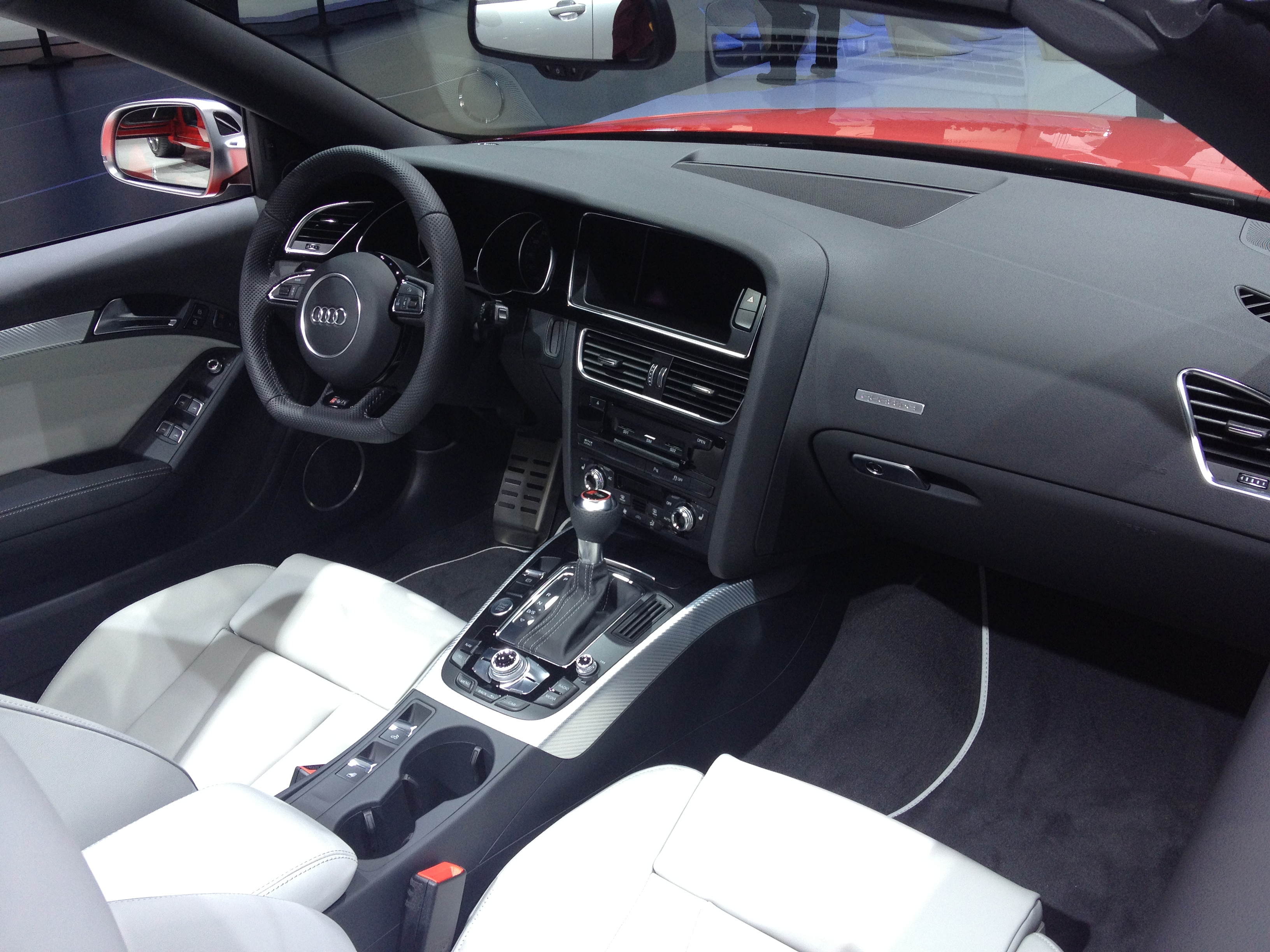
Intérieur.

### Spécifications techniques
|                            | 4.2 450 coupé                             | 4.2 450 cabriolet                         |
| Moteur                     | V8                                        | V8                                        |
| Alimentation               | Atmosphérique                             | Atmosphérique                             |
| Cylindrée                  | 4 163 cm3                                 | 4 163 cm3                                 |
| Puissance maxi             | 450 ch (331 kW) à 8 250 tr/min            | 450 ch (331 kW) à 8 250 tr/min            |
| Couple maxi                | 430 N m                                   | 430 N m                                   |
| Norme environnementale     | Euro 5                                    | Euro 5                                    |
| Boîte de vitesses          | Automatique 7 rapports à double embrayage | Automatique 7 rapports à double embrayage |
| Transmission               | Intégrale permanente                      | Intégrale permanente                      |
| Vitesse maxi               | 250 km/h (limitée)                        | 250 km/h (limitée)                        |
| 0-100 km/h                 | 4,6 s                                     | 4,9 s                                     |
| Consommation (en L/100 km) | 10,8 L                                    | 10,7 L                                    |
| Émissions de CO2 (en g/km) | 252 g                                     | 249 g                                     |
| Capacité du réservoir      | 64 L                                      | 61 L                                      |
| Masse à vide (kg EU)       | 1 725 kg                                  | 1 920 kg                                  |

## 2egénération

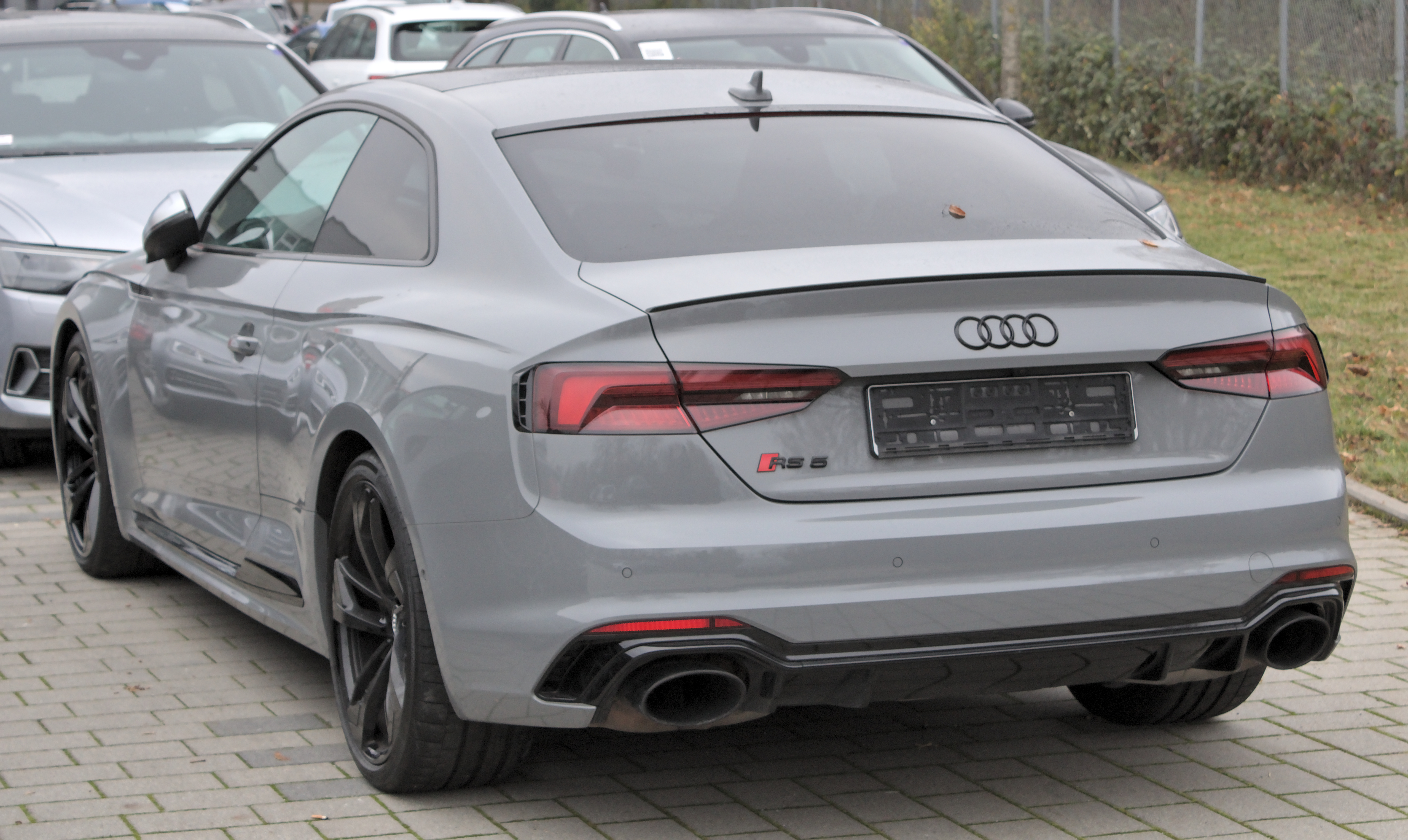
Vue arrière.

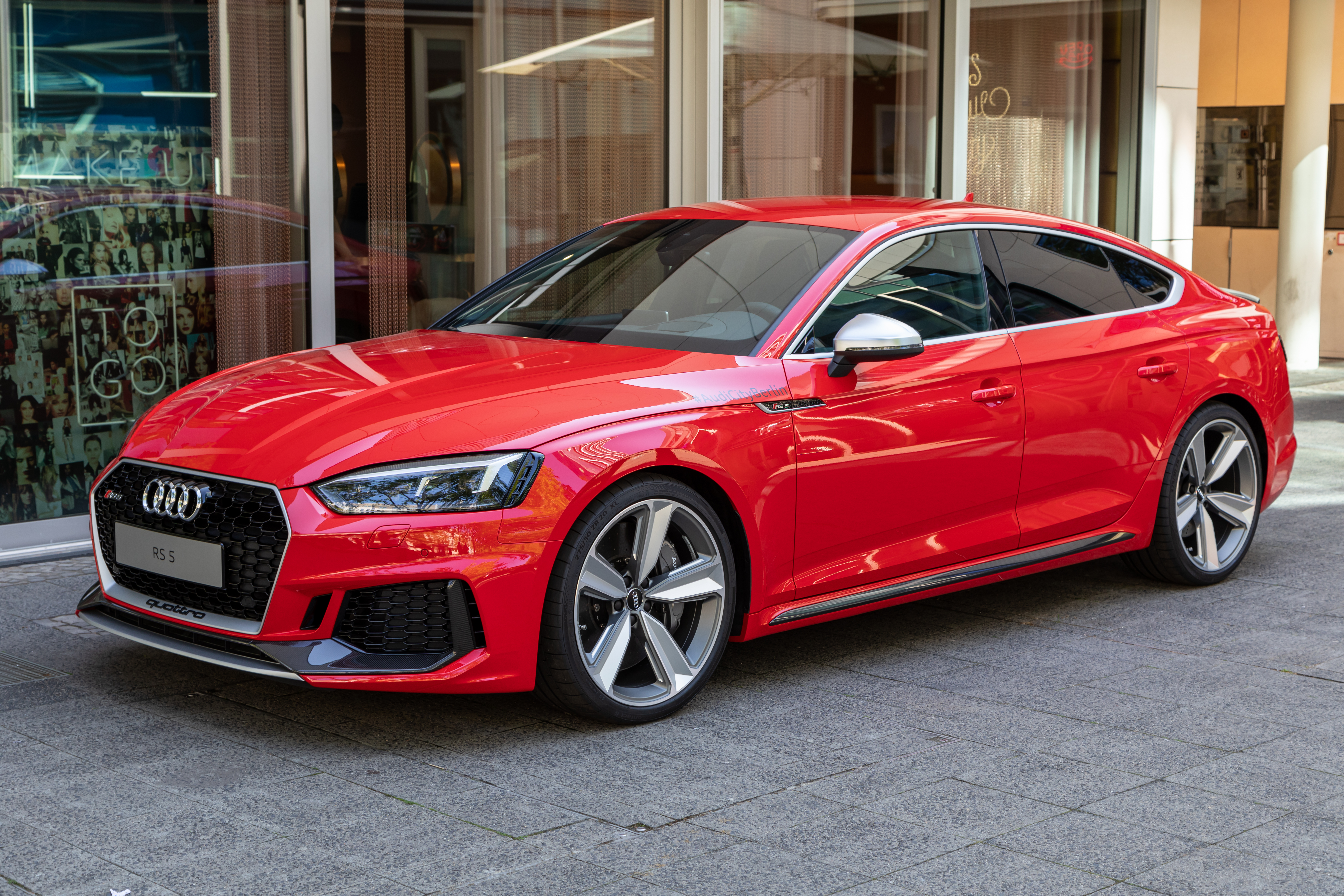
Audi RS5 Sportback.

En 2016, Audi renouvelle l'A5 et présente également sa variante sportive la S5. Un an plus tard, la RS5 voit le jour. La RS5 de deuxième génération est basée sur l’A5 F5 et a été officiellement présentée en tant que coupé au 87e Salon international de l'automobile de Genève en mars 2017. Le coupé sport est arrivé sur le marché en juin 2017 avec un prix de base de 80 900 euros. En mars 2018 Audi présente officiellement la RS5 en version coupé 5 portes Sportback au Salon de l'automobile de New York, qui n’a été initialement introduite qu’aux États-Unis et au Canada. Fait inédit puisque la première génération n'a pas eu le droit à cette carrosserie. Elle n’a été mise en vente en Europe qu’en février 2019.
Pour cette nouvelle génération le V8 atmosphérique 4.2 fait place à un V6 2.9 biturbo d'origine Porsche et qui équipe également la Panamera de deuxième génération. La puissance reste inchangée et s'élève toujours à 450 chevaux.  Le coupé accélère à 100 km/h en 3,9 secondes, avec le pack Compétition en option en 3,8 secondes.  Dans le modèle spécial Performance Edition, limité à 250 unités et présenté en mai 2024 et disponible uniquement pour le Sportback, la puissance maximale est de 346 kW (470 ch).
En 2019, la RS5 est restylée.

### Spécifications techniques
|                            | 2.9 450                                 |
| -------------------------- | --------------------------------------- |
| Moteur                     | V6                                      |
| Alimentation               | Bi-turbo                                |
| Cylindrée                  | 2 894 cm3                               |
| Puissance maxi             | 450 (331 kW) ch de 5 700 à 6 700 tr/min |
| Couple maxi                | 600 N m de 1 900 à 5 000 tr/min         |
| Norme environnementale     | Euro 6                                  |
| Boîte de vitesses          | Automatique 8 rapports                  |
| Transmission               | Intégrale permanente                    |
| Vitesse maxi               | 280 km/h                                |
| 0-100 km/h                 | 3,9 s                                   |
| Consommation (en L/100 km) | 8,7 L                                   |
| Émissions de CO2 (en g/km) | 197 g                                   |
| Capacité du réservoir      | 58 L                                    |
| Masse à vide (kg EU)       | 1 730 kg                                |